# Lac du Brévent
Le lac du Brévent est un lac de France situé dans les Alpes, en Haute-Savoie, sur la commune de Chamonix. D'origine glaciaire, il se trouve à 2 125 mètres d'altitude, au pied du Brévent.

## Pour approfondir